# روز ملی برای آری
روز ملی برای بله (به کاتالونیایی: La Diada del Sí) یک گردهمایی در بارسلون در ۱۱ سپتامبر ۲۰۱۷، همزمان با روز ملی کاتالونیا و در حمایت از استقلال‌طلبی کاتالان بوده‌است. این گردهمایی سازماندهی شده توسط شورای ملی کاتالان (ANC) و شرکت‌کنندگان غالباً در مراسم مشابه سال ۲۰۱۲ برای استقلال کاتالونیا نیز شرکت کرده بودند.
تعداد شرکت‌کنندگان در این تظاهرات در گزارش‌ها متنوع است و بین ۳۵۰٬۰۰۰ توسط حکومت اسپانیا و ۱٬۰۰۰٬۰۰۰ توسط گارد شهری بارسلونا عنوان شده‌است. گزارشگرانی دیگر تعداد ۵۰۰٬۰۰۰ و ۴۵۰٬۰۰۰ نفر را نیز ذکر کرده‌اند.
پس از پیروزی طرفداران استقلال کاتالونیا در انتخابات پارلمانی این ناحیه و تصویب برگزاری همه پرسی استقلال کاتالونیا در ۱ اکتبر سال ۲۰۱۷ این گردهمایی صورت گرفت. هدف از این تظاهرات تقویت و حمایت از استقلال است.
این تظاهرات به دنبال تظاهرات مشابه در سال ۲۰۱۰، ۲۰۱۲، راه کاتالان (۲۰۱۳)، راه کاتالان ۲۰۱۴، راه آزادی برای جمهوری کاتالان (۲۰۱۵) و به پیش تاز، جمهوری کاتالان (۲۰۱۶) بوده‌است.